# Catuji
Catuji é um município brasileiro do estado de Minas Gerais. Sua população, de acordo com o censo de 2022, é de 7 030 habitantes.

## Topônimo
O nome da cidade é de origem indígena, da palavra catú-g-y - que significa o rio bom ou aguada boa. A mudança do nome de Catugi para Catuji ocorreu com a lei estadual nº 10704, de 27/04/1992. 